# 4 x 400 meter stafett för herrar i friidrott vid olympiska sommarspelen 1980
4 x 400 meter stafett för herrar vid olympiska sommarspelen 1980 i Moskva avgjordes 1 augusti. 

## Medaljörer
| Gren                  | Guld                                                                                     | Guld    | Silver                                                                     | Silver  | Brons                                                                        | Brons   |
| 4 x 400 meter stafett | Sovjetunionen · Viktor Markin · Remigijus Valiulis · Michail Linge · Nikolaj Tjernetskij | 3.01,08 | Östtyskland · Klaus Thiele · Andreas Knebel · Frank Schaffer · Volker Beck | 3.01,26 | Italien · Roberto Tozzi · Mauro Zuliani · Stefano Malinverni · Pietro Mennea | 3.04,54 |

## Resultat

### Final
- Hölls den 1 augusti 1980

| Placering | Nation              | Final                                                                      | Tid     |
| --------- | ------------------- | -------------------------------------------------------------------------- | ------- |
|           | Sovjetunionen       | • Remigijus Valiulis • Michail Linge • Nikolaj Tjernetskij • Viktor Markin | 3.01,08 |
|           | Östtyskland         | • Klaus Thiele • Andreas Knebel • Frank Schaffer • Volker Beck             | 3.01,26 |
|           | Italien             | • Stefano Malinverni • Mauro Zuliani • Roberto Tozzi • Pietro Mennea       | 3.04,54 |
| 4.        | Frankrike           | • Jacques Fellice • Robert Froissart • Didier Dubois • Francis Demarthon   | 3.04,8  |
| 5.        | Brasilien           | • Paulo Correia • Antônio Ferreira • Agberto Guimarães • Geraldo Pegado    | 3.05,9  |
| 6.        | Trinidad och Tobago | • Joseph Coombs • Charles Joseph • Rafee Mohammed • Mike Solomon           | 3.06,6  |
| 7.        | Tjeckoslovakien     | • Josef Lomický • Dusan Malovec • František Břečka • Karel Kolář           | 3.07,0  |
| 8.        | Storbritannien      | • Alan Bell • Terry Whitehead • Rod Milne • Glen Cohen                     | DNF     |

### Försöksheat
- Hölls den 31 juli 1980

| Placering | Nation        | Heat 1                                                                      | Tid    |
| --------- | ------------- | --------------------------------------------------------------------------- | ------ |
| 1.        | Sovjetunionen | • Nikolaj Tjernetskij • Michail Linge • Remigijus Valiulis • Viktor Burakov | 3.01,8 |
| 2.        | Brasilien     | • Paulo Correia • Antônio Ferreira • Agberto Guimarães • Geraldo Pegado     | 3:04.9 |
| 3.        | Jugoslavien   | • Željko Knapić • Milovan Savić • Rok Kopitar • Josip Alebić                | 3:05.3 |
| 4.        | Polen         | • Jan Pawłowicz • Jerzy Pietrzyk • Adam Starostka • Andrzej Stępień         | 3:05.8 |
| 5.        | Nederländerna | • Henk Brouwer • Mario Westbroek • Marcel Klarenbeek • Harry Schulting      | 3:06.0 |
| 6.        | Spanien       | • Isidoro Hornillos • Colomán Trabado • Benjamín González • José Casabona   | 3:06.9 |
| 7.        | Zambia        | • Charles Lupiya • Alston Muziyo • Archfell Musango • Davison Lishebo       | 3:14.9 |
| 8.        | Sierra Leone  | • William Akabi-Davis • Jimmy Massallay • Sahr Kendor • George Branche      | 3:25.0 |

| Placering | Nation              | Heat 2                                                                   | Tid    |
| --------- | ------------------- | ------------------------------------------------------------------------ | ------ |
| 1.        | Östtyskland         | • Klaus Thiele • Andreas Knebel • Frank Schaffer • Volker Beck           | 3.03,4 |
| 2.        | Tjeckoslovakien     | • Josef Lomický • Dusan Malovec • František Břečka • Karel Kolář         | 3:03.5 |
| 3.        | Italien             | • Stefano Malinverni • Mauro Zuliani • Roberto Tozzi • Pietro Mennea     | 3:03.5 |
| 4.        | Trinidad och Tobago | • Joseph Coombs • Mike Solomon • Rafee Mohammed • Charles Joseph         | 3:04.3 |
| 5.        | Uganda              | • Pius Olowo • Charles Dramiga • John Akii-Bua • Silver Ayoo             | 3:07.0 |
| 6.        | Libyen              | • Abashir Fellah • Salem el-Margini • Ahmed Seluma • Elmehdi Diab        | 3:16.7 |
| 7.        | Etiopien            | • Besha Tuffa • Kumela Fituma • Asfaw Deble • Atre Bezabeh               | 3:18.2 |
| —         | Belgien             | • Eddy de Leeuw • Danny Roelandt • Rik Vandenberghe • Alfons Brijdenbach | DNF    |

| Placering | Nation         | Heat 3                                                                                   | Tid    |
| --------- | -------------- | ---------------------------------------------------------------------------------------- | ------ |
| 1.        | Frankrike      | • Jacques Fellice • Robert Froissart • Didier Dubois • Francis Demarthon                 | 3.05,4 |
| 2.        | Storbritannien | • Alan Bell • Terry Whitehead • Rod Milne • Glen Cohen                                   | 3:05.9 |
| 3.        | Schweiz        | • Rolf Strittmatter • Peter Haas • Rolf Gisler • Urs Kamber                              | 3:07.2 |
| 4.        | Irak           | • Hussain Ali Nasayyif • Ali Hassan Kadhum • Fahim Abdul Al-Sada • Abbas Murshid Al-Aibi | 3:10.5 |
| 5.        | Nigeria        | • Sunday Uti • Hope Ezeigbo • Felix Imadiyi • Dele Udo                                   | 3:14.1 |
| 6.        | Sri Lanka      | • Dharmasena Samararatne • Kosala Sahabandu • Newton Perera • Appunidage Premachandra    | 3:14.4 |
| 7.        | Seychellerna   | • Vincent Confait • Regis Tranquille • Marc La Rose • Casimir Pereira                    | 3:19.2 |
| —         | Jamaica        | • Derrick Peynado • Colin Bradford • Ian Stapleton • Bert Cameron                        | DNF    |